# Plectrogenium barsukovi
Plectrogenium barsukovi är en fiskart som beskrevs av Mandrytsa 1992. Plectrogenium barsukovi ingår i släktet Plectrogenium och familjen Plectrogeniidae. Inga underarter finns listade i Catalogue of Life.